# Collegio uninominale Marche - 05
Il collegio elettorale uninominale Marche - 05 è stato un collegio elettorale uninominale della Repubblica Italiana per l'elezione della Camera tra il 2017 ed il 2022.

## Territorio
Come previsto dalla legge elettorale italiana del 2017, il collegio era stato definito tramite decreto legislativo all'interno della circoscrizione Marche.
Era formato dal territorio di 26 comuni: Barbara, Cartoceto, Castelleone di Suasa, Chiaravalle, Colli al Metauro, Corinaldo, Falconara Marittima, Fano, Fossombrone, Isola del Piano, Mondavio, Mondolfo, Monte Porzio, Monte San Vito, Montecarotto, Montefelcino, Montemarciano, Ostra, Ostra Vetere, Poggio San Marcello, San Costanzo, Sant'Ippolito, Senigallia, Serra de' Conti, Terre Roveresche e Trecastelli.
Il collegio era quindi compreso tra la provincia di Ancona e la provincia di Pesaro e Urbino.
Il collegio era parte del collegio plurinominale Marche - 02.

## Eletti
| Elezione | Elezione | Deputato        | Partito            |
| -------- | -------- | --------------- | ------------------ |
|          | 2018     | Maurizio Cattoi | Movimento 5 Stelle |

## Dati elettorali

### XVIII legislatura
Come previsto dalla legge elettorale, 232 deputati erano eletti con sistema a maggioranza relativa in altrettanti collegi uninominali a turno unico.
| Candidati              | Candidati                 | Voti    | %     | Liste                                | Voti    | %     |
| ---------------------- | ------------------------- | ------- | ----- | ------------------------------------ | ------- | ----- |
|                        | Maurizio Cattoi ✔️ Eletto | 55 540  | 36,29 | Movimento 5 Stelle                   | 55 540  | 36,29 |
|                        | Elisabetta Foschi         | 48 045  | 31,39 | Lega                                 | 25 396  | 16,59 |
| Forza Italia           | Elisabetta Foschi         | 48 045  | 31,39 | 14 773                               | 9,65    |       |
| Fratelli d'Italia      | Elisabetta Foschi         | 48 045  | 31,39 | 6 804                                | 4,45    |       |
| Noi con l'Italia - UDC | Elisabetta Foschi         | 48 045  | 31,39 | 1 072                                | 0,70    |       |
|                        | Camilla Fabbri            | 38 579  | 25,21 | Partito Democratico                  | 33 770  | 22,06 |
| +Europa                | Camilla Fabbri            | 38 579  | 25,21 | 3 249                                | 2,12    |       |
| Italia Europa Insieme  | Camilla Fabbri            | 38 579  | 25,21 | 1 006                                | 0,66    |       |
| Civica Popolare        | Camilla Fabbri            | 38 579  | 25,21 | 554                                  | 0,36    |       |
|                        | Beatrice Brignone         | 5 479   | 3,58  | Liberi e Uguali                      | 5 479   | 3,58  |
|                        | Rosaria Diamantini        | 1 639   | 1,07  | Potere al Popolo!                    | 1 639   | 1,07  |
|                        | Luciana Rota              | 1 346   | 0,88  | Partito Comunista                    | 1 346   | 0,88  |
|                        | Manuela Fois              | 1 184   | 0,77  | CasaPound                            | 1 184   | 0,77  |
|                        | Gabriele Pierella         | 1 071   | 0,70  | Il Popolo della Famiglia             | 1 071   | 0,70  |
|                        | Simona Banfi              | 169     | 0,11  | Lista del Popolo per la Costituzione | 169     | 0,11  |
| Totale                 | Totale                    | 153 052 | 100   |                                      | 153 052 | 100   |
|                        |                           |         |       |                                      |         |       |
| Voti non validi        | Voti non validi           | 4 324   | 2,75  |                                      |         |       |
| Votanti                | Votanti                   | 157 376 | 77,29 |                                      |         |       |
| Elettori               | Elettori                  | 203 626 |       |                                      |         |       |